# Réserve naturelle nationale du Vallon de Bérard
La réserve naturelle nationale du Vallon de Bérard (RNN107) est une réserve naturelle nationale située dans le département de la Haute-Savoie. Elle a été classée en 1992 et occupe une surface de 539,7 ha.

## Localisation

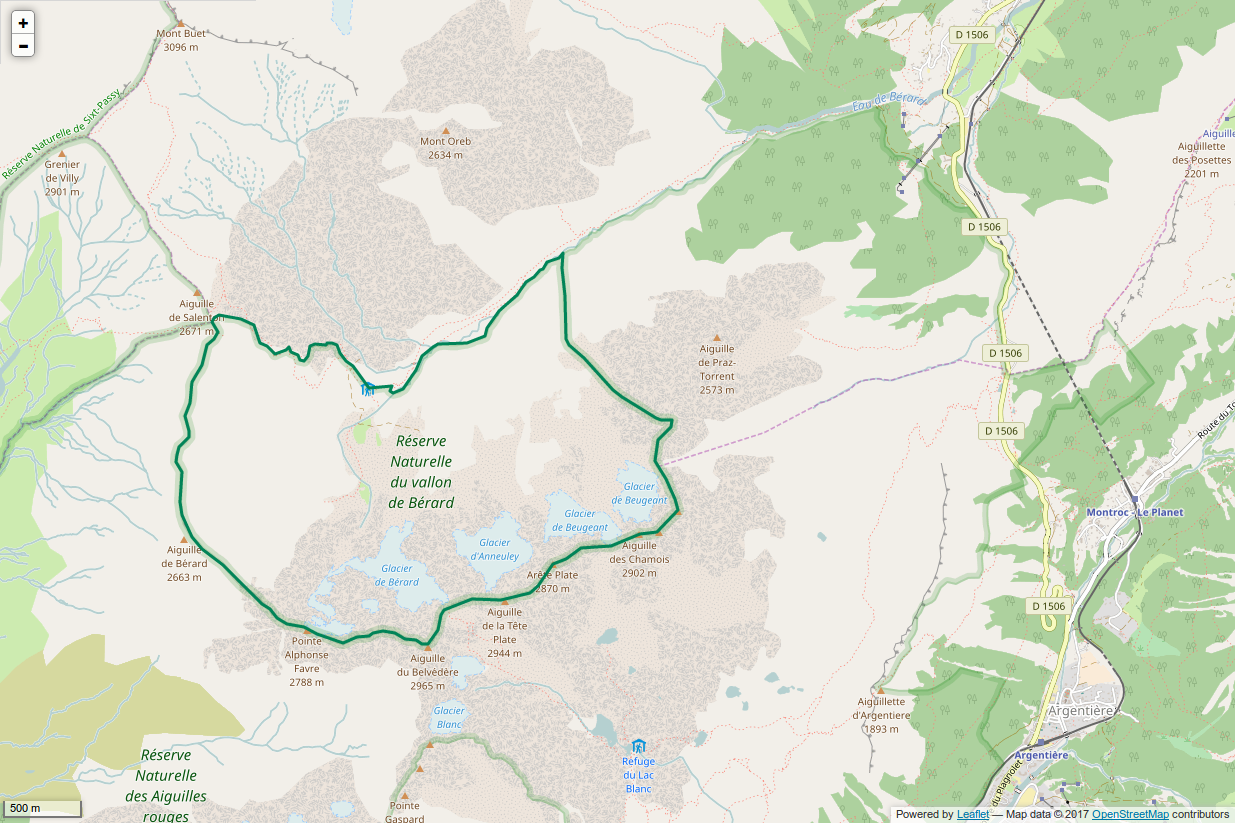
Périmètre de la réserve naturelle.

La réserve naturelle se trouve en Haute-Savoie sur la commune de Vallorcine. Adossée au nord du massif des aiguilles Rouges, elle couvre une partie de la rive droite du torrent de l’Eau de Bérard et est entourée par la réserve naturelle nationale des Aiguilles Rouges. La réserve naturelle s'étage de 1 700 m à 2 965 m à l'aiguille du Belvédère.

## Histoire du site et de la réserve
En complément de la réserve naturelle nationale des Aiguilles Rouges, le vallon de Bérard a été classé en réserve naturelle en compensation de la création d'une piste au col de Balme.

## Écologie (biodiversité, intérêt écopaysager…)
La majeure partie du territoire recouvre les étages alpin et nival, et est marquée par la présence de petits glaciers suspendus, reliques de l'époque glaciaire. Quelques témoins de roches sédimentaires reposent sur la surface d'érosion du socle et jalonnent la crête, depuis le Belvédère jusqu'au col de Salenton. Sur ces blocs et éboulis cristallins se développe une flore diversifiée. Les versants sont le siège d'importants couloirs d'avalanches,.

### Flore
Vingt espèces rares ou protégées sont recensées, dont six protégées en France. On trouve majoritairement des brousses de rhododendron, surmontées par des landines à airelle des marais, puis par des pelouses alpines à laîche courbée. L'aulne vert colonise les couloirs d'avalanches.

### Faune
Le vallon de Bérard accueille une faune typique de montagne (bouquetins, chamois, lagopèdes…) mais il est aussi un couloir de migration important où oiseaux et insectes relient la vallée du Rhône en Valais en Suisse à la vallée du Rhône en France.

## Intérêt touristique et pédagogique

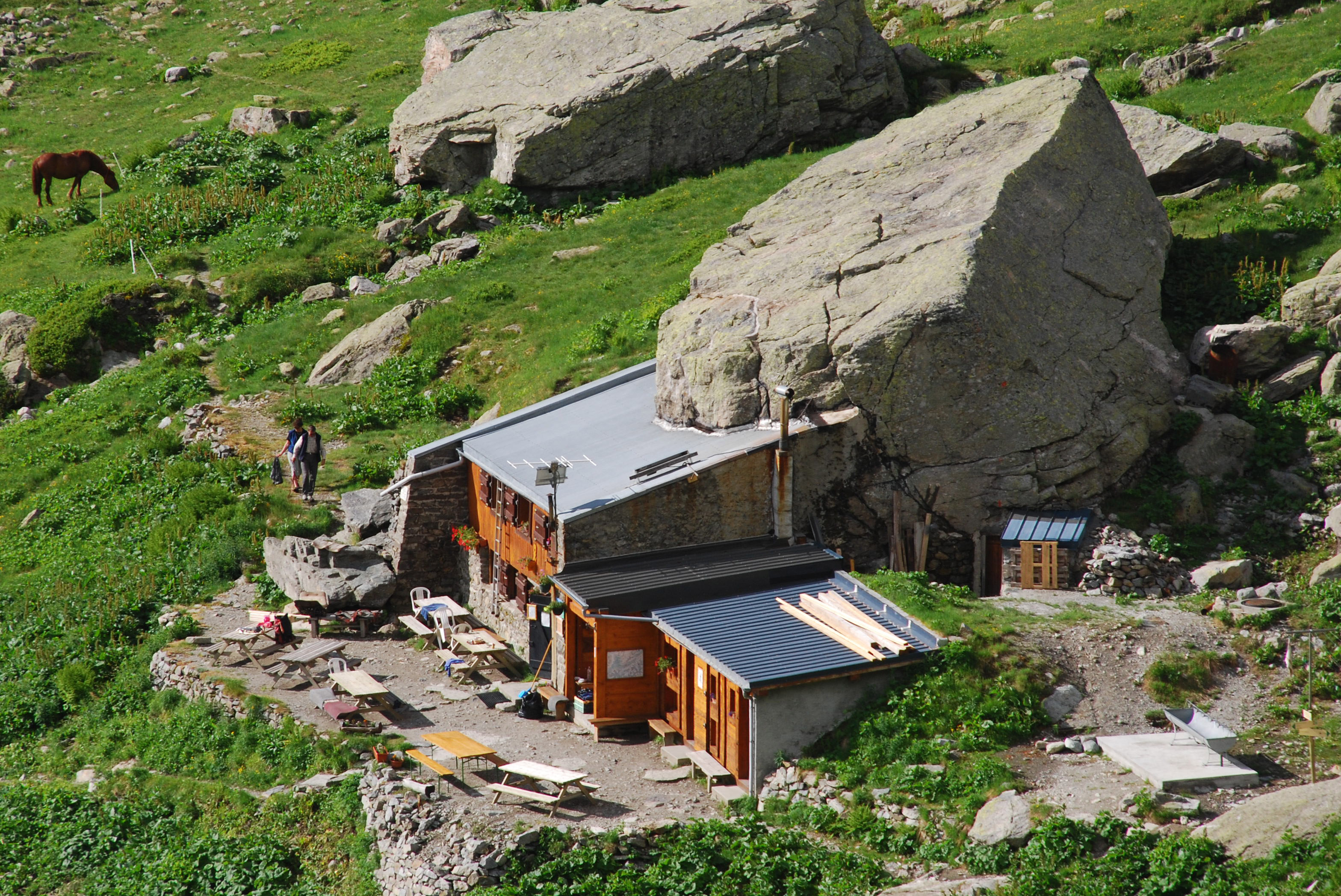
Refuge de la Pierre à Bérard

Le vallon de Bérard donne accès au refuge de la Pierre à Bérard et à la voie normale du mont Buet.

## Administration, plan de gestion, règlement
La réserve naturelle est gérée par ASTERS, le Conservatoire d'espaces naturels de Haute-Savoie.
La réglementation interdit la cueillette des plantes et le ramassage des fossiles, le bivouac, les chiens même tenus en laisse, le survol à moins de 1 000 m du sol, tandis que la chasse ou la pêche et la circulation des véhicules à moteur nécessaires pour les alpages, la forêt ou les refuges sont autorisées.

### Outils et statut juridique
La réserve naturelle a été créée par un décret du 17 septembre 1992.